# Liste der Biografien/Martin, R
Liste der Biografien |
Portal Biografien |
R Personensuche
# |
A |
B |
C |
D |
E |
F |
G |
H |
I |
J |
K |
L |
M |
N |
O |
P |
Q |
R |
S |
T |
U |
V |
W |
X |
Y |
Z |
?
 
Ma |
Mb |
Mc |
Md |
Me |
Mf |
Mg |
Mh |
Mi |
Mj |
Mk |
Ml |
Mm |
Mn |
Mo |
Mp |
Mq |
Mr |
Ms |
Mt |
Mu |
Mv |
Mw |
Mx |
My |
Mz
 
Maa |
Mab |
Mac |
Mad |
Mae |
Maf |
Mag |
Mah |
Mai |
Maj |
Mak |
Mal |
Mam |
Man |
Mao |
Map |
Maq |
Mar |
Mas |
Mat |
Mau |
Mav |
Maw |
Max |
May |
Maz
 
Mara |
Marb |
Marc |
Mard |
Mare |
Marf |
Marg |
Marh |
Mari |
Marj |
Mark |
Marl |
Marm |
Marn |
Maro |
Marp |
Marq |
Marr |
Mars |
Mart |
Maru |
Marv |
Marw |
Marx |
Mary |
Marz
 
Marta |
Marte |
Marth |
Marti |
Martj |
Martl |
Martm |
Martn |
Marto |
Martr |
Marts |
Martt |
Martu |
Martw |
Marty |
Martz
 
Martia |
Martic |
Martie |
Martig |
Martik |
Martil |
Martim |
Martin |
Martir |
Martis |
Martit |
Martiu |
Martiv
 
Martin, A |
Martin, B |
Martin, C |
Martin, D |
Martin, E |
Martin, F |
Martin, G |
Martin, H |
Martin, I |
Martin, J |
Martin, K |
Martin, L |
Martin, M |
Martin, N |
Martin, O |
Martin, P |
Martin, Q |
Martin, R |
Martin, S |
Martin, T |
Martin, U |
Martin, V |
Martin, W |
Martin, Z |
Martina |
Martinb |
Martinc |
Martind |
Martine |
Marting |
Martinh |
Martini |
Martinj |
Martink |
Martino |
Martinp |
Martins |
Martinu |
Martiny |
Martinz
Die Liste der Biografien führt alle Personen auf, die in der deutschsprachigen Wikipedia einen Artikel haben. Dieses ist eine Teilliste mit 58 Einträgen von Personen, deren Namen mit den Buchstaben „Martin, R“ beginnt.

## Martin, R

### Martin, Ra
- Märtin, Ralf-Peter (1951–2016), deutscher Historiker, Journalist und Sachbuchautor
- Martin, Ralph (1926–2018), US-amerikanischer Musiker (Piano, Arrangement) des Modern Jazz und Easy Listening
- Martin, Ralph G. (1920–2013), US-amerikanischer Autor und Biograph
- Martín, Raúl (* 1957), argentinischer Geistlicher, römisch-katholischer Erzbischof von Paraná
- Martín, Raúl (* 1964), spanischer Paläokünstler und wissenschaftlicher Illustrator
- Martin, Ray (1918–1988), britischer Arrangeur und Orchesterleiter
- Martin, Raymond (* 1949), französischer Radrennfahrer
- Martin, Raymond (* 1953), deutscher Comicverleger
- Martin, Raymonde (1923–2019), kanadische Cellistin und Musikpädagogin
- Martin, Raynald (1906–1998), Schweizer evangelischer Geistlicher
- Martin, Răzvan (* 1991), rumänischer Gewichtheber

### Martin, Re
- Martin, Rebecca, US-amerikanische Opern-, Lied-, Konzert- und Oratoriensängerin (Mezzosopran)
- Martin, Rebecca (* 1969), US-amerikanische Folk- und Jazzsängerin und Songwriterin
- Martin, Rebecca (* 1990), deutsche Schriftstellerin und Drehbuchautorin
- Martin, Reginald (1887–1981), britischer Lacrossespieler
- Martin, Rémi (* 1965), französischer Schauspieler
- Martin, Rémi (* 1985), deutscher Artist
- Martin, Renate (* 1965), österreichische Szenenbildnerin
- Martín, Reynaldo (1944–2012), argentinischer Tangosänger, -komponist und -dichter

### Martin, Rh
- Martin, Rhona (* 1966), schottische Curlerin
- Martin, Rhonda Bell († 1957), US-amerikanische Serienmörderin

### Martin, Ri
- Martin, Riccardo (1874–1952), US-amerikanischer Opernsänger
- Martin, Richard (1876–1951), deutscher Politiker (DNVP)
- Martin, Richard (1934–2022), britisch-deutscher Anglist und Hochschullehrer
- Martin, Richard Frewen (1918–2006), britischer Testpilot
- Martin, Richard P. (* 1954), US-amerikanischer Klassischer Philologe
- Martin, Richard, 1. Baronet, of Overbury Court (1838–1916), britischer Politiker (Liberal Party, Liberale Unionisten), Mitglied des House of Commons
- Martin, Rick (1951–2011), kanadischer Eishockeyspieler
- Martin, Ricky (* 1971), puerto-ricanischer Popsänger und SchauspielerRicky Martin (* 1971)

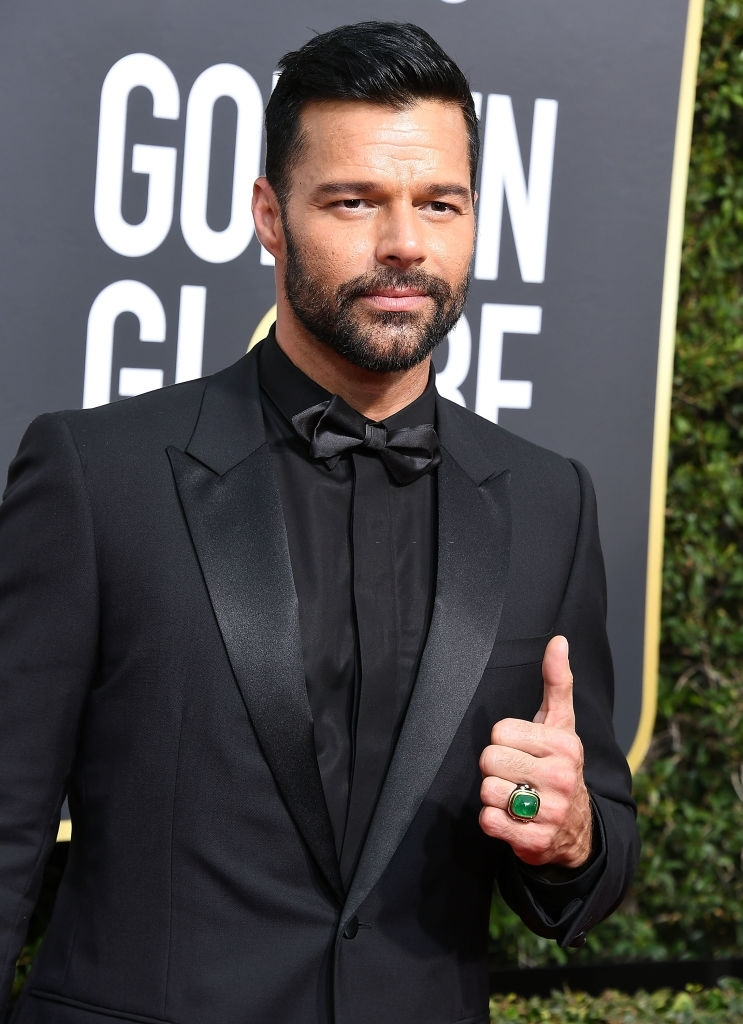
Ricky Martin (* 1971)

- Martin, Rita (1875–1958), britische Fotografin

### Martin, Ro
- Martin, Robert (1833–1897), Übergangsgouverneur des Oklahoma-Territoriums
- Martin, Robert (1864–1929), deutscher Marine-Generalstabsarzt
- Martin, Robert (1916–1992), US-amerikanischer Tontechniker
- Martin, Robert (1925–2012), US-amerikanischer Ruderer
- Martin, Robert (* 1936), französischer Romanist, Mediävist, Sprachwissenschaftler und Lexikograf
- Martin, Robert (* 1948), US-amerikanischer Sänger, Multiinstrumentalist, Komponist und Musikproduzent
- Martin, Robert (* 1950), kanadischer Sprinter
- Martin, Robert Cecil, amerikanischer Informatiker und Fachbuchautor
- Martin, Robert N. (1798–1870), US-amerikanischer Politiker
- Martin, Roberta (1907–1969), amerikanische Gospelmusikerin
- Martin, Rodney (* 1965), australischer Squashspieler
- Martin, Rogatien-Joseph (1849–1912), französischer Priester, Apostolischer Vikar der Marquesas-Inseln
- Martin, Roland (1726–1788), schwedischer Anatom
- Martin, Roland (1912–1997), französischer Klassischer Archäologe
- Martin, Roland (* 1927), deutscher Bildhauer
- Martin, Roland (* 1968), US-amerikanischer Journalist
- Martin, Rolf (1922–1999), deutscher Offizier (NVA)
- Martin, Romario (* 1999), Fußballspieler von St. Kitts und Nevis
- Martin, Ross (1920–1981), polnisch-amerikanischer Schauspieler
- Martin, Ross (1943–2011), australischer Skilangläufer
- Martin, Roxbert (* 1969), jamaikanischer Leichtathlet

### Martin, Ru
- Martin, Rudolf (1834–1916), deutscher Jurist und Politiker, MdHB
- Martin, Rudolf (1864–1925), schweizerisch-deutscher Anthropologe und Ethnograph
- Martin, Rudolf (1867–1939), deutscher Beamter und Schriftsteller
- Martin, Rudolf (1925–1994), deutscher Physiker
- Martin, Rudolf (* 1967), deutscher Schauspieler
- Martin, Russell (* 1986), schottischer Fußballspieler und -trainer

### Martin, Ry
- Martin, Ryan (* 1993), US-amerikanischer Boxer im Halbweltergewicht